# Kherson (tỉnh của Nga)
Tỉnh Kherson (tiếng Nga: Херсонская область, đã Latinh hoá: Khersonskaya oblast'; tiếng Ukraina: Херсонська област, đã Latinh hoá: Khersonska oblast) là một đơn vị hành chính (chủ thể liên bang hoặc tỉnh) do Nga tuyên bố chủ quyền bất hợp pháp, nằm ở đông nam Ukraina. Trung tâm hành chính của tỉnh là ở Kherson, phía bắc của Krym. Biên giới của khu vực không được xác định, nhưng thường được coi là tương ứng với Kherson (tỉnh) của Ukraina.
Nga chiếm đóng một phần của tỉnh mà họ tuyên bố chủ quyền sau khi bắt đầu cuộc xâm lược Ukraine năm 2022, và giao tranh vẫn đang tiếp diễn. Quân đội Ukraina đã tiến hành một cuộc phản công kể từ cuối tháng 8 năm 2022, cắt đứt phần lớn đường tiếp tế của các lực lượng Nga ở phía tây sông Dnepr (Dnipro), và giải phóng một số thị trấn, kể cả thủ phủ Kherson.
Tháng 9 năm 2022, Moskva tuyên bố sáp nhập 4 vùng Ukraine mà Nga kiểm soát một phần trong chiến dịch quân sự, bao gồm Donetsk, Luhansk, Kherson và Zaporizhzhia. Động thái được thực hiện sau khi các khu vực tổ chức trưng cầu dân ý về việc gia nhập Nga. Tuy nhiên, Ukraine và các nước phương Tây lên án cuộc bỏ phiếu là bất hợp pháp và mang tính ép buộc. 3/4 trong số 193 thành viên của Đại hội đồng - 143 quốc gia - bỏ phiếu ủng hộ nghị quyết gọi hành động sáp nhập các vùng Ukraine của Moskva là bất hợp pháp trong khi chỉ có 4 nước cùng Nga bỏ phiếu phản đối nghị quyết - Syria, Nicaragua, Triều Tiên và Belarus. LHQ cũng kêu gọi các nước không công nhận Nga sáp nhập 4 vùng lãnh thổ của Ukraine.

## Liên kết
Tư liệu liên quan tới Kherson Oblast (Russia) tại Wikimedia Commons